# Atletismo nos Jogos Pan-Americanos de 2023 - Revezamento 4x400 m misto
A competição de revezamento 4x400 m misto do atletismo nos Jogos Pan-Americanos de 2023 foi disputada em 30 de outubro no Parque Deportivo Estadio Nacional, em Santiago, no Chile. No total, competiram 28 atletas de 7 Comitês Olímpicos Nacionais (CON).

## Calendário
Horário local (UTC-4).
| Data          | Horário | Fase  |
| ------------- | ------- | ----- |
| 30 de outubro | 21:15   | Final |

## Medalhistas
|  | DOM República Dominicana                                    |  | BRA Brasil                                                |  | USA Estados Unidos                                           |
|  | Ezequiel Suárez Anabel Medina Robert King Marileidy Paulino |  | Douglas Mendes Letícia Nonato Lucas Vilar Tiffani Marinho |  | Demarius Smith Honour Finley Richard Kuykendoll Jada Griffin |

## Recordes
Antes desta competição, os recordes mundiais e dos Jogos Pan-Americanos da prova eram os seguintes:
| Tipo                             | Atleta           | Tempo   | Local     | Data                 |
| -------------------------------- | ---------------- | ------- | --------- | -------------------- |
|                                  | Estados Unidos   | 3:08.80 | Budapeste | 19 de agosto de 2023 |
| Recorde dos Jogos Pan-Americanos | Evento inaugural | –       | –         | –                    |

O seguinte novo recorde foi estabelecido durante esta competição: 
| Data                  | Prova | Equipe                   | Tempo   | Recordes                         |
| --------------------- | ----- | ------------------------ | ------- | -------------------------------- |
| 30 de outubro de 2023 | Final | DOM República Dominicana | 3:16.05 | Recorde dos Jogos Pan-Americanos |

## Resultados

### Final
Estes foram os resultados:
| Posição | Raia | Nacionalidade            | Atletas                                                             | Tempo   | Notas                                                   |
| ------- | ---- | ------------------------ | ------------------------------------------------------------------- | ------- | ------------------------------------------------------- |
| 01 !    | 7    | DOM República Dominicana | Ezequiel Suárez, Anabel Medina, Robert King, Marileidy Paulino      | 3:16.05 | Recorde da temporada · Recorde dos Jogos Pan-Americanos |
| 02 !    | 8    | BRA Brasil               | Douglas Mendes, Letícia Nonato, Lucas Vilar, Tiffani Marinho        | 3:18.55 | Recorde da temporada                                    |
| 03 !    | 3    | USA Estados Unidos       | Demarius Smith, Honour Finley, Richard Kuykendoll, Jada Griffin     | 3:19.41 |                                                         |
| 4       | 5    | CUB Cuba                 | Yoao Illas, Lisneidy Veitía, Yoandys Lescay, Zurián Hechavarría     | 3:21.20 |                                                         |
| 5       | 6    | ECU Equador              | Francisco Tejeda, Virgínia Villalba, Alan Minda, Nicole Caicedo     | 3:23.09 |                                                         |
| 6       | 2    | COL Colômbia             | Jhon Perlaza, Lina Licona, Anthony Zambrano, Evelis Aguilar         | 3:23.17 |                                                         |
| 7       | 4    | CHI Chile                | Martín Zabala, Poulette Cardoch, Sérgio Germain, Stephanie Saavedra | 3:28.77 |                                                         |

Legenda
| Recorde mundial                  | Recorde mundial (World record)               |                       | Recorde africano                      | Recorde africano (African) |                                           | Q | Classificado por posição (Qualified) |
| Recorde dos Jogos Pan-Americanos | Recorde pan-americano (Pan-American record)  | Recorde da América    | Recorde da América (Americas)         | q                          | Classificado por melhor tempo (Qualified) |   |                                      |
| Melhor marca do ano              | Melhor marca do ano (World leading)          | Recorde asiático      | Recorde asiático (Asian)              | DNS                        | Não largou (Did not start)                |   |                                      |
| Recorde nacional                 | Recorde nacional (National record)           | Recorde europeu       | Recorde europeu (European)            | DNF                        | Não terminou (Did not finish)             |   |                                      |
| Recorde pessoal                  | Recorde pessoal do atleta (Personal best)    | Recorde da Oceania    | Recorde da Oceania (Oceania)          | DSQ / DQ                   | Desclassificado (Disqualified)            |   |                                      |
| Recorde da temporada             | Recorde da temporada do atleta (Season best) | Recorde sul-americano | Recorde sul-americano (South America) | NM                         | Sem marca (No mark)                       |   |                                      |